# Tōru Kamikawa
Tōru Kamikawa (上川 徹?, Kamikawa Tōru; Kagoshima, 8 giugno 1963) è un ex arbitro di calcio giapponese.

## Carriera
Arbitro internazionale dal 1998, ha arbitrato una partita ai mondiali del 2002 in Corea del Sud e Giappone, ossia Irlanda-Camerun, e tre partite ai mondiali del 2006 in Germania: Polonia-Ecuador, Inghilterra-Trinidad e Tobago e Germania-Portogallo, finale per il terzo posto. È uno dei soli quattro arbitri giapponesi ad aver diretto gare ai Mondiali, dopo le esperienze precedenti di Shizuo Takada nel 1986 e nel 1990 e di Masayoshi Okada nel 1998, e quella successiva di Yūichi Nishimura nel 2010 e nel 2014.
È stato arbitro AFC dell'anno nel 2002, e della J League nel 2003.
Kamikawa è stato il primo asiatico ad arbitrare una partita nella Prem'er-Liga russa tra FC Luč-Energija Vladivostok e Spartak Mosca il 20 agosto 2006 a Vladivostok.
Nel suo palmarès figurano anche le partecipazioni a due edizioni della Coppa d'Asia (2000 e 2004) ad un'edizione del Campionato mondiale di calcio Under-20 nel 2001 in Argentina, a due edizioni del Campionato mondiale di calcio Under-17 (nel 1999 e nel 2005) ed al Mondiale per club del 2003 proprio in Giappone. Ha arbitrato anche la finale per il 3º posto del mondiale 2006.
Prima di diventare un arbitro, ha giocato a calcio come centravanti. Dopo la laurea, è entrato a far parte del Fujita SC (attuale Shonan Bellmare), che militava nella Japan Soccer League, ha terminato la sua carriera calcistica per far parte di quella arbitrale nel 1991.
Ha annunciato il suo ritiro dal calcio internazionale nel mese di ottobre 2006 a causa del suo ginocchio, anche se aveva ancora due anni prima di raggiungere l'età di pensionamento obbligatorio di un arbitro internazionale. Ha abbandonato del tutto l'arbitraggio nel gennaio 2007.
Ora lavora per la federazione giapponese (Japan Football Association) per aiutare i giovani arbitri, e fa parte della Commissione arbitrale della FIFA.